# Manuel Crespo Cebrián
Manuel Crespo Cebrián (Minglanilla, 1793-Minglanilla, 1868) fue un militar español.

## Biografía
Nacido en la localidad conquense de Minglanilla el 30 de julio de 1793, comenzó de soldado su carrera militar. Al poco obtuvo los cordones de cadete y ascendió a teniente capitán en la Guerra de la Independencia Española. Más adelante partió al continente americano, donde fue nombrado gobernador de Maracaibo. Tras la capitulación de Ayacucho regresó a la península ibérica y en la primera guerra carlista fue ascendido a brigadier y mariscal de campo. En 1839 fue nombrado comandante general de la provincia de Cuenca, hasta mediados de agosto, cuando fue destinado al ejército del Norte. Fue capitán general y gobernador de las islas Filipinas, además de presidente de la Real Audiencia Chancillería de dichas islas; Regresó a España en 1856 y fue ascendido a teniente general y nombrado senador del reino, ejerciendo como senador vitalicio entre 1860 y 1868. 
Falleció en Minglanilla hacia el 6 de abril de 1868.